# 11791 Sofiyavarzar
11791 Sofiyavarzar è un asteroide della fascia principale. Scoperto nel 1978, presenta un'orbita caratterizzata da un semiasse maggiore pari a 2,6225975 UA e da un'eccentricità di 0,2376715, inclinata di 5,66165° rispetto all'eclittica.